# Chagannao'er (socken i Kina, lat 42,27, long 109,89)
Chagannao'er (kinesiska: 查干淖尔, 查干淖尔苏木) är en socken i Kina. Den ligger i den autonoma regionen Inre Mongoliet, i den norra delen av landet, omkring 220 kilometer nordväst om regionhuvudstaden Hohhot.
Genomsnittlig årsnederbörd är 314 millimeter. Den regnigaste månaden är juni, med i genomsnitt 67 mm nederbörd, och den torraste är januari, med 1 mm nederbörd.